# Европейский исследователь Венеры
Венерианский исследовательский зонд, также известный как «Заявочный венерианский исследовательский зонд» (англ. Venus Entry Probe), и переименованный в 2007 году в «Европейский исследователь Венеры» (англ. European Venus Explorer) — космический зонд Европейского космического агентства (ЕКА), предлагаемый к запуску для изучения атмосферы Венеры. Зонд ВИЗ состоит из двух спутников, один из которых выпустит воздушный шар, который сам во время своего путешествия по атмосфере выпустит несколько микрозондов.
Запуск был запланирован на ноябрь 2013 года из Гвианского космического центра принадлежащего Франции, вблизи Куру (при запуске предполагалось использовать ракету-носитель Союз-СТ-Б), однако миссия была отменена..

## Цель программы
Целью ВИЗ являлось изучение атмосферы Венеры.
Основные аспекты, на которые ВИЗ должен был ответить, это происхождение и история эволюции атмосферы Венеры, химический и физический состав нижних слоев атмосферы, состав и химия частиц, составляющих облачные слои, динамику атмосферы.

## Состав программы
Венерианский исследовательский зонд должен был состоять из двух спутников, Венерианский полярный спутник (ВПС) и Венерианский эллиптический спутник (ВЭС), которые совершали бы витки вокруг Венеры на различных орбитах.